# トヨタレンタリース名古屋
株式会社トヨタレンタリース名古屋（トヨタレンタリースなごや　英：TOYOTA Rental & Leasing NAGOYA corp.）は、トヨタレンタリースの愛知県内における、トヨタレンタリース店運営会社である。

## 概要
名古屋トヨペットを中核とするNTPグループのグループ企業。
店舗が県内に60ヶ所ある（2019年（平成31年）4月現在）。

## 沿革
- 1982年（昭和57年）7月 - 「株式会社トヨタレンタリース名古屋」として設立。
- 2021年（令和3年）4月 - 本社を愛知県名古屋市熱田区より現在地に移転。

## 関連会社
- NTPホールディングス
- 名古屋トヨペット
- トヨタレンタリース